# Hidden Valley-Mine
Die Hidden Valley-Mine ist ein Silber- und Goldtagebau in Papua-Neuguinea, etwa 210 Kilometer nordwestlich von Port Moresby, und 90 Kilometer südwestlich der Hafenstadt Lae in der Provinz Morobe. Der Tagebau ist Teil des 50:50 Morobe-Mining-Joint-Ventures zwischen dem südafrikanischen Goldproduzenten Harmony Gold und der australischen Newcrest Mining, zu dem auch das Wafi-Golpu-Projekt gehört.

## Geschichte
Die CRA Exploration Pty Ltd. entdeckte 1984 die Gold- und Silberlagerstätte in Hidden Valley und 1992 das Goldvorkommen am unmittelbar benachbarten Kaveroi Creek. Im 5 Kilometer entfernten Hamata wurde 1987 durch Renison Goldfields Consolidated Gold gefunden. Harmony kaufte die Lagerstätten 2003 bzw. 2008. 2008 kaufte sich Newcrest für 525 Millionen US-Dollar in das Projekt ein und erhielt Mitte 2009 50 Prozent des Joint Ventures. Bei voller Kapazität soll Hidden Valley 255.000 Unzen Gold und 4 Mio. Unzen Silber pro Jahr produzieren. Die Goldressourcen auf Hidden Valley liegen bei 5,4 Mio. Unzen.

## Aufschluss
Der Tagebau nahm 2009 die Förderung auf und erreichte im Mai 2010 die maximale tägliche Fördermenge. Hidden Valley beschäftigte 2011 einschließlich der 1.440 Vertragsarbeiter 2.390 Menschen.

## Kritik
Der Abraum aus Hidden Valley zerstört das System des Watut-Flusses. Das Wasser verschlammt, Sedimente, Steine und Geröll im Flussbett verursachen Überschwemmungen, die die Ernte der lokalen Grundeigentümer beeinträchtigen. Die Bergwerksbetreiber halten sich nicht an Zusagen aus dem Umweltplan, denen gemäß Rückhaltebecken für den mit Schwermetallen versetzten Abraum gebaut werden sollten. Anfang Februar 2011 untersagten die Eigentümer der Bevölkerung die Benutzung eines Dschungelpfades, über den Nahrungsmittel und Medikamente in die Dörfer am Fluss gelangten. Der Bulldog-Track wurde 1943 von australischen Soldaten und Einheimischen als Versorgungsweg in das Tal des Markham-Flusses angelegt. Die Menschen aus den Dörfern Yanina, Anandea, Yanawe, Tekadu 1 und Tekadu 2 konnten ihre Waren zum Verkauf auf den Markt nach Kaindi am Eddie Creek und nach Wau bringen. Durch die Sperrung des Bulldog-Tracks waren sie gezwungen, nach einem Fußmarsch und einer Übernachtung in Niukeva, einen Platz in einem Banana-Boot für die Fahrt bis zur Yopoi-Brücke zu bekommen, um dann mit einem als PMV (Public Motor Vehicle) bezeichneten Kleinlastwagen nach Port Moresby zu fahren – insgesamt eine Reise von drei oder vier Tagen.